# Едигейские каменные изваяния
Едигейские каменные изваяния — группа каменных изваяний в Казахстане в окрестности гор Улытау. Расположены на территории Улытауского района Карагандинской области, в 5 км к югу от аула Коргантас, в отрогах горы Едиге. Исследованы в 1946—1960 годах Центрально-Казахстанской археологической экспедицией (руководитель А. Х. Маргулан). 12 оград и курганов расположены цепочкой с севера на юг. По хронологии относятся к двум периодам. Памятники периода Тюркского каганата (VI—VII веков) сооружены из вертикально поставленных плит четырёхугольной формы. Малые из них имеют размер около 1,8×2 м, большие — 5,9×6 м. Каменные изваяния, обращенные на восток, расположены в восточном углу ограды, за ними следуют цепочки балбалов. Памятники кыпчакского периода (VIII—XIII века) представляют собой курганы, сложенные из камней, цепочки балбалов отсутствуют. Из 5 изваяний сохранилось 2. Высота одного из них — 180 см, ширина 28 см, толщина 22 см. На изваянии достаточно отчетливо выступают черты мужчины средних лет. Пятое изваяние (высота 140 см, ширина 32 см) относится к кыпчакскому времени.